# 韓綜
韓 綜（かん そう）は、中国三国時代の武将。呉・魏に仕えた。父は韓当。

## 生涯
父の存命時はともに孫権に仕えたと思われる。父の死後、黄武5年（226年）、孫権は石陽に軍を進めたが、韓綜は父親の喪に服しているということで、武昌に留まって守りにあたらせた。しかるに韓綜は、淫乱にふけり無法を働いた。孫権は、韓当に免じてそれをとがめなかったのであるが、韓綜は内心、懼れをいだき、黄武6年（227年）閏12月に韓当の棺を持って、母親や家族、それに部曲など、男女数千人を引きつれて、魏に逃げ込んだ。
魏の将軍となった韓綜はしばしば辺境を犯し、呉の平民を殺害した。孫権はいつも歯がみをしてそれをくやしがっていた。後、東興の戦いに魏将の一人として参加したが、諸葛恪らに敗れ、桓嘉らと共に戦死した。首は孫権の廟に供えられた。
小説『三国志演義』では、東興の戦いで丁奉に斬られる魏の一武将として名が挙がるのみである。